# Liliana Grinfeld
Liliana Grinfeld (La Plata, 1 de febrero de 1944 - Buenos Aires, 17 de mayo de 2015) fue una médica cardióloga intervencionista argentina. Fue presidenta de la Sociedad Argentina de Cardiología y de la Fundación Cardiólogica Argentina (FCA). En ambos casos, fue la primera mujer  en la comunidad científica en ocupar esos cargos. El domingo 17 de mayo de 2015 falleció a causa de una larga enfermedad en la ciudad de Buenos Aires.

## Biografía
Su padre era el doctor David Grinfeld (1912-?) ―quien fue pionero en el diagnóstico y tratamiento de las enfermedades cardiovasculares, profesor de la facultad de Medicina de la UNLP (Universidad Nacional de La Plata), cirujano general, pionero de la cirugía vascular y cardiovascular, precursor en el desarrollo de las linfografías y fundador del IDYTAC (Instituto de Diagnóstico y Tratamiento de Afecciones Cardiovasculares, 1968).
Su tío, Rafael Grinfeld (Moisés Ville, 1 de enero de 1902 - ¿?), era físico, y fue director del Instituto de Física de La Plata.
Su otro tío, José Grunfeld (Moisés Ville, 17 de junio de 1907 - ¿?) era anarquista y luchó en la guerra civil española.
En 1968, Liliana Grinfeld se recibió de médica en la Universidad de La Plata y se fue a trabajar a los Estados Unidos apoyada por su padre, que sentía que la formación en el exterior abriría más puertas para su hija. En 1970, Liliana Grinfeld ―en contra de los deseos de su padre― renunció a un cargo en la clínica Cleveland para retornar a Argentina, donde ejerció la medicina junto a su amigo el cardiocirujano René Favaloro (1923-2000), quien fue llevado a Argentina por el cardiólogo intervencionista Luis de la Fuente (1932-).
Junto a Favaloro, Grinfeld instaló un consultorio en su ciudad natal, La Plata, y posteriormente pasó a formar parte de la Fundación Favaloro, la cual se desarrollaba en el Sanatorio Güemes, y formó parte del equipo de hemodinámica del doctor De la Fuente en la década de 1970.
Grinfeld definió al doctor De la Fuente como el primer hemodinamista de Argentina. Ver nota en diario El Ancasti del 23 de noviembre de 2013.
En 1974, terminó una especialización en cardiología en el Colegio Médico de la Provincia de Buenos Aires (en la ciudad de Buenos Aires). Allí, en el Sanatorio Güemes, Grinfeld formó parte del Centro de Hemodinámica y Cardiología Invasiva, dirigido por el eminente cardiólogo intervencionista Luis de la Fuente, una entidad que sus amigos crearon con el objetivo de tener en Argentina la misma atención médica en cardiología que en Estados Unidos.
En 1986, terminó una segunda especialización, en cardiología intervencionista, en el Colegio Argentino de Cardiología Intervencionista (en la ciudad de Buenos Aires). En 1992, fue elegida presidenta de la Sociedad Cardiólogica Argentina, una de las más antiguas y con más integrantes. En 2005, fue elegida presidenta de la Fundación Cardiológica y en 2006 fue reelegida.
En 2006, el Ministerio de Salud y Acción Social le otorgó el premio Mujeres Destacadas en Salud.
En 1980, realizó en el sanatorio Antártida la primera angioplastia coronaria con balón en Argentina, luego de su exjefe, el doctor Luis de la Fuente, quien realizó la primera angioplastia en el país con éxito en 1979, en una arteria femoral de la pierna, y fue la primera mujer en utilizar estents en ese país.[cita requerida]
En 2009, presentó en el Congreso Europeo de Cardiología ―junto a otros médicos― un estudio genético de cien angioplastias, costeado por ellos mismos.
Fue jefa del Departamento de Hemodinámica del Hospital Italiano (en Buenos Aires), de la clínica San Camilo (en Buenos Aires), del Hospital Español (de La Plata) y del Instituto Cardiovascular Atlántico (en Mar del Plata).

## Vida privada
Contrajo matrimonio con el doctor Norberto Pallavicini (1940-), cardiólogo clínico, y dos fueron sus hijos: un varón que Grinfeld tenía de su matrimonio anterior (del que se divorció con el cardiocirujano doctor Roncoroni) y con Pallavicini tuvo una hija, Carla (1984, física)―,
tres hijastros ―entre ellos Mariano Pallavicini (1974, neurocirujano)― y
dos nietas.